# 湯崎夫沙子
湯崎 夫沙子（ゆさき ふさこ）は、主にイタリアで活躍している日本人アニメーター・彫刻家。

## 人物・履歴
粘土を使ったクレイアニメ作品を数多く手がける。もとあるものからはまったく違うものに作り変えてしまうメタモルフォーゼ技法を初めて使ったことで有名。
福岡県門司市（現・北九州市門司区）出身。1960年、女子美術大学芸術学部美術学科図案科卒業後、しばらく大学に残り、助手として勤務していた。
1964年、イタリアの国費留学生試験に合格。以来、現在に至るまでイタリアで暮らしている。イタリアで個人事務所「スタジオ・ユサキ」を開業し、多くの作品を送り出している。日本放送協会（NHK）との共同事業を展開し、『プチプチ・アニメ』の作品を手がけている。

## 主な作品
- タルピー
- ナッチョとポム

## テレビ出演
- 『遠くにありて にっぽん人 粘土アニメに夢のせて～イタリア・湯崎夫沙子』（NHKデジタル衛星ハイビジョン、2005年3月6日）